# Suguru Hashimoto
Suguru Hashimoto (japanisch 橋本 卓 Hashimoto Suguru; * 16. Juni 1982 in der Präfektur Hyōgo) ist ein japanischer ehemaliger Fußballspieler.

## Karriere
Hashimoto erlernte das Fußballspielen in der Universitätsmannschaft der Kwansei-Gakuin-Universität. Seinen ersten Vertrag unterschrieb er 2005 bei Albirex Niigata (Singapur). 2007 wechselte er zu Vejle BK. 2009 wechselte er zum Ligakonkurrenten FC Gifu. Der Verein spielte in der zweithöchsten Liga des Landes, der J2 League. Für den Verein absolvierte er 105 Ligaspiele. Danach spielte er bei Osotspa FC, Bangkok FC, Azul Claro Numazu und Ain Foods SC.